# Папич, Жарко
Жарко́ Па́пич (серб. Жарко Папић; 20 января 1920, Влахиня — 25 апреля 1944, Бальци) — югославский рабочий, партизан Народно-освободительной войны Югославии, Народный герой Югославии.

## Биография
Родился 20 января 1920 года в деревне Влахиня (ныне в составе общины Билеча Республики Сербской) в бедной рабоче-крестьянской семье. Окончил начальную школу в Билече и ушёл работать в Билечу на железную дорогу. С молодости читал революционную литературу, которую распространял в Билече и окрестных сёлах. В его доме собирались неоднократно деятели Коммунистической партии Югославии, а Жарко с 1940 года был курьером.
После капитуляции Югославии в Апрельской войне Жарко примкнул к восстанию. Обучал молодёжь обращению с оружием, создал несколько партизанских рот. Был отличным стрелком из пистолета-пулемёта, метал гранаты (был бомбашем). С сентября 1941 года член Союза коммунистической молодёжи Югославии, с января 1942 года член Коммунистической партии Югославии.
22 августа 1941 года усташско-домобранский отряд попытался захватить село Мируше и перерезать всё местное население. Жарко ещё с двумя бойцами задержали наступление неприятеля, дожидаясь подкрепления. Усташи отступили в Билечу, бросив оружие и раненых воинов. В конце августа 1941 года в крепости Дракулица Жарко уничтожил группу усташей, закидав их гранатами. Трофеем в этом бою стали два ручных пулемёта, которые усташи бросили. С ноября 1941 года Папич был секретарём Влахиньской ячейки СКМЮ и членом Билечского общинского комитета СКМЮ.
Весной 1942 года Жарко, командовавший взводом в смешанной роте, был ранен в борьбе с черногорскими четниками. Его партизаны отнесли в дом, где и оставили его на лечение после ухода партизан из Герцеговины в июне 1942 года. Четники взяли Папича в плен и безуспешно попытались заполучить сведения о партизанах. Поскольку Жарко никого не выдал, четники отдали его итальянцам. В итальянской тюрьме он залечивал раны и вскоре сбежал. Находился на нелегальном положении, пока после битвы на Сутьеске в Герцеговину не вернулась 10-я герцеговинская пролетарская ударная бригада. В её состав Жарко вступил как командир взвода в 4-м батальоне.
20 сентября 1943 года Жарко атаковал у Влаховичей немецкую колонну, на Поповом-Поле взял штурмом усташские укрепления со своим отрядом, а 17 октября разбил Калиновикскую и Сараевскую четницкие бригады у Гата. В ночь с 19 на 20 ноября 1943 у села Фазлагич-Кула отряд Жарко также разбил усташей. А в марте 1944 года Папич стал командиром 2-й роты 1-го батальона 10-й герцеговинской пролетарской ударной бригады.
Жарко Папич погиб 25 апреля 1944 года в боях против четников, которые со стороны города Билеча и деревни Бальци атаковали 1-й и 4-й батальоны 10-й герцеговинской бригады. Партизаны всего потеряли девять человек включая Папича, но вышли из окружения
Указом Иосипа Броза Тито от 27 ноября 1953 посмертно Жарко Папичу было присвоено звание Народного героя Югославии.